# Teneni
Teneni is een gemeente (commune) in de regio Ségou in Mali. De gemeente telt 7000 inwoners (2009).
De gemeente bestaat uit de volgende plaatsen:
- Koro
- Teneni
- Touné
- Wérekoro